# Los Lobos

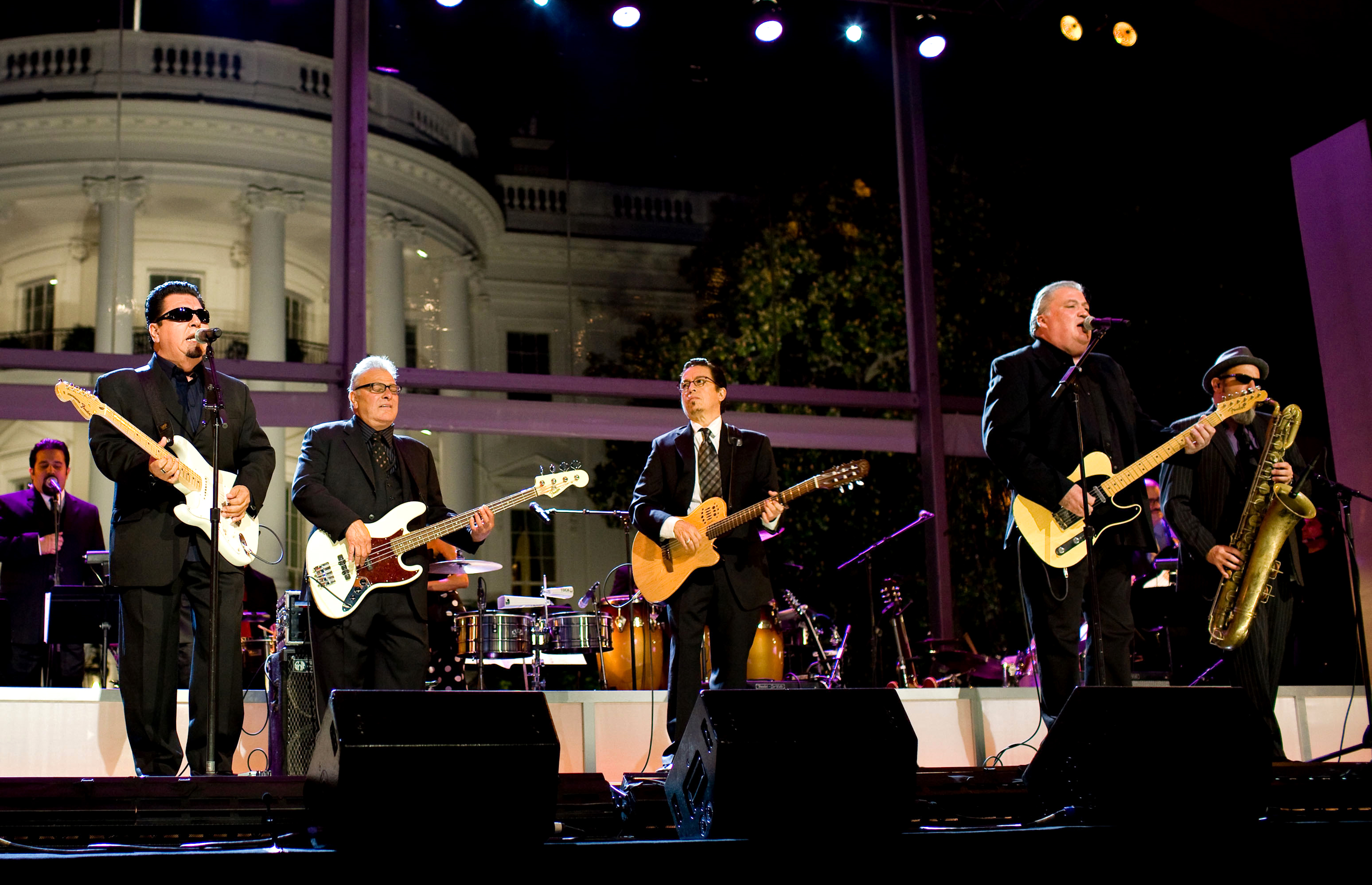
Los Lobos w 2009.

Los Lobos – amerykański zespół rockowy wykorzystujący w swojej twórczości elementy muzyki meksykańskiej.
Los Lobos założony został w 1973 roku w Los Angeles. Formacja zaczynała karierę, przedstawiając własne wykonania piosenek meksykańskiej muzyki ludowej. Niejako, przez te wykonywane utwory, grupa zdobyła światowe uznanie, a swoją popularność utrzymuje przez ponad 20 lat od momentu rozpoczęcia działalności. Jej kulminacja przypadła na lata 90. Los Lobos sprzedali miliony longplayów, zdobyli liczne nagrody Grammy i grali wyprzedane koncerty dla wielbicieli na całym świecie. 
Zespół ma w swoim dorobku 12 longplayów, z których ostatni studyjny – The Ride został wydany w maju 2004 roku. W roku 2006 ukazał się krążek Wolf Tracks: The Best of Los Lobos – pierwsza kompilacja w karierze zespołu, która poza dobrze znanymi piosenkami singlowymi, zawiera także niepublikowany wcześniej utwór „Border Town Girl”, nagrany w 1990 roku. 
Członkami grupy są: Steve Berlin (saksofonista, instrumenty klawiszowe), Louie Pérez (perkusista, wokalista, gitarzysta), Conrad Lozano (basista, guitarron [akustyczna basowa gitara meksykańska]), David Hidalgo (wokalista, skrzypce, akordeon)  i Cesar Rosas (gitarzysta).

## Dyskografia
- Si Se Puede!, 1976
- Los Lobos Del Este De Los Angeles, 1978
- ...And a Time to Dance, 1983
- How Will the Wolf Survive?, 1984
- La Bamba, 1987
- By the Light of the Moon, 1987
- La Pistola y El Corazón, 1988
- The Neighborhood, 1990
- Kiko, 1992
- Just Another Band From East L.A. - A Collection, 1993
- Music for Papa's Dream, 1995
- Colossal Head, 1996
- This Time, 1999
- El Cancionero Mas y Mas, 2000 (boxed set)
- Good Morning Aztlán, 2002
- The Ride, 2004
- Ride This - The Covers EP, 2004
- Live at the Fillmore, 2005
- Acoustic En Vivo, 2005
- Wolf Tracks - Best of Los Lobos, 2006
- The Town and The City, 2006